# Georges Aeby
Georges Aeby (21 de Setembro de 1913 - 15 de Dezembro de 1999) foi um futebolista suíço. Ele competiu na Copa do Mundo FIFA de 1938, sediada na França, na qual a seleção de seu país terminou na sexta colocação dentre os 15 participantes.